# Saco (fiume)
Il Saco è un fiume che attraversa il nord-est del New Hampshire e il sud-ovest del Maine (Stati Uniti) e sfocia nell'oceano Atlantico a Saco Bay, dopo aver attraversato le città di Conway, Biddeford e Saco. Fornisce acqua potabile a quasi 250.000 abitanti della regione.